# Cattedrali in Malaysia
Questa è una lista delle cattedrali in Malaysia.

## Cattedrali cattoliche
| Cattedrale                          | Arcidiocesi o Diocesi        | Località      | Immagine |
| ----------------------------------- | ---------------------------- | ------------- | -------- |
| Cattedrale di San Giovanni          | Arcidiocesi di Kuala Lumpur  | Kuala Lumpur  |          |
| Cattedrale del Sacro Cuore di Gesù  | Diocesi di Melaka-Johor      | Johor Bahru   |          |
| Cattedrale dello Spirito Santo      | Diocesi di Penang            | George Town   |          |
| Cattedrale di San Giuseppe          | Arcidiocesi di Kuching       | Kuching       |          |
| Cattedrale di San Giuseppe          | Diocesi di Miri              | Miri          |          |
| Cattedrale del Sacro Cuore di Gesù  | Diocesi di Sibu              | Sibu          |          |
| Cattedrale del Sacro Cuore di Gesù  | Arcidiocesi di Kota Kinabalu | Kota Kinabalu |          |
| Cattedrale di San Francesco Saverio | Diocesi di Keningau          | Keningau      |          |
| Cattedrale di Santa Maria           | Diocesi di Sandakan          | Sandakan      |          |

## Cattedrali anglicane
| Cattedrale                  | Diocesi                            | Città         |
| --------------------------- | ---------------------------------- | ------------- |
| Cattedrale di Tutti i Santi | Diocesi anglicana di Sabah         | Kota Kinabalu |
| Cattedrale di San Tommaso   | Diocesi anglicana di Kuching       | Kuching       |
| Cattedrale di Santa Maria   | Diocesi anglicana di West Malaysia | Kuala Lumpur  |